# Melba Farías Zambrano
Melba Nelia Farías Zambrano (n. Monclova, Coahuila de Zaragoza; 6 de julio de 1955) es una política mexicana. Diputada federal por el Distrito III en Coahuila, integrante del grupo parlamentario Morena en la LXVI Legislatura del Congreso de la Unión para el periodo 2018-2021; actualmente participa en la Comisión de Igualdad de Género y como Secretaria en la Comisión de Economía, Comercio y Competitividad. Desde 1993 es presidenta de la Unión de Comerciantes Ambulantes de Coahuila (UCA).

### Trayectoria académica y profesional
Melba Farías estudió la Licenciatura Química Farmacéutico Biológica en la Universidad Autónoma de Coahuila en el periodo de 1981-1985.
Luego de concluidos los estudios universitarios, trabajó en el ámbito privado en la cadena de farmacias San José donde a sus 26 años ocupó la gerencia, sin embargo, por un accidente laboral dejó el cargo para pensionarse.  Posteriormente emprendería como comerciante, actividad que conserva hasta el día de hoy.

### Trayectoria política
Su contacto con la política fue temprano, por un lado su padre militaba con el Partido Revolucionario Institucional y su madre en el Partido Acción Nacional, Melba Farías encontró en el primer partido ideas, formación y principios que le generaron mayor simpatía.
En sus primeros pasos dentro de las filas del PRI, participó en el movimiento juvenil formando grupos en distintas colonias de Coahuila. Posteriormente fue Presidenta de Confederación Nacional de Organizaciones Populares (CNOP) en el periodo 2012 -2014, también presidió el Organismo Nacional de Mujeres Priistas (ONMPRI) de 2014 a 2016, tiempo después ocupó la Presidencia de la Unión de Comerciantes Ambulantes (UCA).

#### Salida del PRI
Desde 2016 dejó la actividad del partido para dar paso el lunes 30 de enero de 2017 a la presentación formal de su renuncia como militante y con ello sumarse a la candidatura  independiente por la gubernatura de Coahuila de Javier Guerrero García, aunadas otras discordancias con el partido, luego de la designación interna de Miguel Riquelme Solís como candidato oficial del partido.
Para Melba Farías los ideales y prácticas del partido ya no coincidían con su forma de pensar y el sentido de su lucha social; para ella resultaba más importante ser fiel a los principios antes de cualquier organización política. 

#### Adhesión a "Juntos Haremos Historias"
En el 2018 el Partido del Trabajo (México) (PT) la invita a sumarse al proyecto político ofreciéndole una candidatura para la elección de Diputación Federal por el Distrito III.
El proyecto político englobó también a Morena y al Partido Encuentro Social concretando la alianza Juntos Haremos Historia con los tres partidos. Posterior al triunfo de los comicios, Melba Farías es invitada a integrar el Grupo Parlamentario de Morena, con lo cual reiteró el proyecto político diseñado en coalición durante la campaña.

## Reseña biográfica
Para Melba Farías su familia es lo más importante. Es fiel amante del equipo de béisbol, Acereros de Monclova. Gusta de la música de balada y el Cine de Oro Mexicano.